# Цирка
Ци́рка (болг. Цирка) — село в Смолянській області Болгарії. Входить до складу общини Мадан.

## Населення
За даними перепису населення 2011 року у селі проживали 118 осіб, усі — болгари.
Розподіл населення за віком у 2011 році:
Динаміка населення: